# Kentaro Shigematsu
Kentaro Shigematsu (重松 健太郎 Shigematsu Kentaro?), född 15 april 1991 i Tokyo prefektur, är en japansk fotbollsspelare.
Shigematsu började sin karriär 2010 i FC Tokyo. Efter FC Tokyo spelade han för Avispa Fukuoka, Ventforet Kofu, Ehime FC, Tochigi SC, FC Machida Zelvia och Kamatamare Sanuki.